# Ariamnes melekalikimaka
Espèce
Ariamnes melekalikimaka est une espèce d'araignées aranéomorphes de la famille des Theridiidae.

## Distribution
Cette espèce est endémique d'Hawaï. Elle se rencontre sur les îles de Maui et de Molokai.

## Description
Les mâles mesurent de 6,7  à   7,3 mm et les femelles de 6,6  à   7,2 mm.

## Publication originale
(en) R.G. Gillespie et M.A.J. Rivera, « Free-living spiders of the genus Ariamnes (Araneae, Theridiidae) in Hawaii », Journal of Arachnology, vol. 35,‎ 2007, p. 11-37 (DOI 10.1636/h04-05.1, lire en ligne [PDF]).